# Suedia la Concursul Muzical Eurovision 2010
Suedia participă la concursul muzical Eurovision 2010. Concursul ei național pentru Eurovision în anul acesta s-a numit Melodifestivalen 2010, iar finala acestuia a avut loc la 13 martie 2010. A învins interpreta Anna Bergendahl cu melodia This Is My Life (cântec de Anna Bergendahl). 